# Malvar
Malvar è una municipalità di quarta classe delle Filippine, situata nella Provincia di Batangas, nella Regione del Calabarzon.
Malvar è formata da 15 baranggay:
- Bagong Pook
- Bilucao (San Isidro Western)
- Bulihan
- Luta Del Norte
- Luta Del Sur
- Poblacion
- San Andres
- San Fernando
- San Gregorio
- San Isidro East
- San Juan
- San Pedro I (Eastern)
- San Pedro II (Western)
- San Pioquinto
- Santiago